# Picaje de cloaca
El picaje de cloaca o de ventilación es un comportamiento anormal de las aves realizado principalmente por gallinas ponedoras comerciales. Se caracteriza por un picaje o picoteo (ataque con el pico) compulsivo de la cloaca (ano), la piel circundante y el tejido subyacente. El picaje de cloaca ocurre con frecuencia inmediatamente después de que se haya puesto un huevo cuando la cloaca a menudo permanece parcialmente evertida, exponiendo la mucosa, enrojecida por el trauma físico de la oviparidad o sangrado si el tejido se desgarra al poner un huevo. El picaje de cloaca claramente causa dolor y angustia al pájaro que se picotea. El desgarro de la piel aumenta la susceptibilidad a sufrir enfermedades y puede conducir al canibalismo, con la posible evisceración del pájaro picoteado y, en última instancia, la muerte.

## Prevalencia y severidad
En una encuesta, el 27% de los granjeros informaron haber visto daños en las cloacas de sus gallinas y el 36.9% observaron picaje de cloaca en parvadas previas. Éstos atribuyeron el 1.3% de las muertes al picaje de cloaca, aunque en las autopsias los hallazgos más comunes fueron diferentes tipos de canibalismo (65.51%), siendo el canibalismo de cloaca (38.57%) el más común. El tipo de sistema de enjaulamiento afecta notablemente la prevalencia del picaje de cloaca con el 22.5% de las gallinas afectadas en sistemas de corral, el 10.0% en sistemas de establo, el 6.2% en jaulas convencionales y el 1.6% en jaulas amuebladas, con un rango similar para la gravedad de las lesiones.

## Causa
Las causas y el desarrollo del picaje de cloaca son múltiples;
Se han identificado múltiples factores de riesgo que determinan el picaje de cloaca, entre los cuales se incluyen la intensidad de la luz (colocando luces tenues en las cajas nido para alentar a las gallinas a usarlas), la dieta (que se cambia más de tres veces durante el período de puesta de huevos), el uso de bebederos de campana y también que las gallinas comiencen a asentarse antes de las 20 semanas de edad. El picaje de cloaca está asociado con indicadores de estrés, como la asimetría fluctuante, relación de heterófilos a linfocitos y duración de la inmovilidad tónica. El picaje de cloaca puede estar relacionado con la enfermedad o el desafío inmune, ya que a veces se vuelve frecuente en los casos de enfermedad de Gumboro y aumenta con los desafíos con el antígeno de proteína, la albúmina sérica humana (HuSA). El diseño de la jaula puede influir en el picaje de cloaca. La mortalidad causada por el canibalismo se redujo cuando las gallinas tenían suficiente espacio para posarse frente al comedero, dando así a sus compañeros poca oportunidad de picotear en la región de la cloaca y una mayor actividad de picoteo y comportamiento caníbal puede ocurrir debido a la altura inadecuada de las perchas. Grupos de mayor tamaño conducen a aumentos del picaje de cloaca, lo que sugiere que el aprendizaje social juega un papel importante.